# Kachine
Kachine (en russe : Ка́шин) est une ville de l'oblast de Tver, en Russie. Sa population s'élevait à 15 178 habitants en 2014.

## Géographie
Kachine est arrosée par la rivière Kachinka et se trouve dans une zone agricole, à 117 km au nord-est de Tver et à 179 km au nord de Moscou.

## Histoire
Kachine fut mentionnée pour la première fois en 1238, quand elle fut pillée par les Mongols. Le grand duc de Tver, Michel III, donna la ville en apanage à son fils Vassili, qui y fonda une courte dynastie de princes locaux.
Anne (en), épouse de Michel III, prit le voile dans un monastère féminin de Kachine et y mourut en 1368 ; elle fut proclamée en 1650 par l'Église orthodoxe russe sainte patronne des femmes ayant souffert de la perte d'un proche. Ses reliques sont conservées dans la cathédrale de Kachine. En 1382, Kachine fut annexée par la principauté de Tver, bien que, de 1399 à 1426, elle fut gouvernée par une deuxième dynastie de princes. Kachine fut assiégée en 1452 par Dimitri Chemyaka, et fut finalement annexée à la Moscovie en 1486 avec le reste de la principauté de Tver. En 1708, elle fut intégrée dans le gouvernement d'Ingrie.

## Population
Recensements (*) ou estimations de la population
| 1856  | 1897* | 1913  | 1926* | 1937*  |
| ----- | ----- | ----- | ----- | ------ |
| 5 161 | 7 544 | 8 100 | 7 753 | 10 740 |

| 1939*  | 1959*  | 1970*  | 1979*  | 1989*  |
| ------ | ------ | ------ | ------ | ------ |
| 12 431 | 16 162 | 17 678 | 19 800 | 21 186 |

| 2002*  | 2010*  | 2012   | 2013   | 2014   |
| ------ | ------ | ------ | ------ | ------ |
| 17 299 | 15 115 | 15 781 | 15 419 | 15 178 |